# Housing First
Housing First, auch „rapid re-housing“ genannt, ist ein Ansatz aus der US-amerikanischen Sozialpolitik beim Umgang mit Obdachlosigkeit und eine Alternative zum herkömmlichen System von Notunterkünften und vorübergehender Unterbringung. Er entstand aus dem 1999 entwickelten Consumer-Preference-Supported-Housing-Modell. In Finnland wird dieses Projekt konsequent umgesetzt. Auch in Deutschland, Großbritannien, Dänemark, Frankreich, Portugal und Österreich wird der Ansatz erprobt.

## Definition
Das zumeist bestehende Stufenmodell, in dem ein Umzug zwischen verschiedenen Wohnformen vorgesehen ist (beispielsweise von wohnungslos zum Nachtquartier zum Übergangswohnen und dann erst in die eigene Wohnung) bedeutet zwar, dass auch hier am Ende die eigene Wohnung steht. Jedoch ist zumeist vorgesehen, dass mit dem Einzug in die eigene Wohnung auch die Unterstützung endet. Im Unterschied zu anderen Programmen müssen sich die Obdachlosen im Rahmen von Housing First nicht durch verschiedene Ebenen der Unterbringungsformen für unabhängige und dauerhafte Wohnungen qualifizieren, sondern können direkt in eine eigene Wohnung ziehen.
Die Unterstützung wird bedarfsgerecht in der eigenen Wohnung kontinuierlich angeboten. Zudem wird auch keine Abstinenz von Alkohol oder anderen Substanzen als Voraussetzung verlangt. Unterstützung und Programme können in Anspruch genommen werden, sind aber nicht verpflichtend. Der Ansatz basiert darauf, dass eine obdachlose Person oder Familie als Erstes und Wichtigstes eine stabile Unterkunft braucht und andere Angelegenheiten erst danach angegangen werden können, da die Sicherheit und Stabilität einer eigenen Wohnung die notwendige Grundlage darstellt. Die meisten anderen Programme arbeiten hingegen mit einem Modell der Wohnfähigkeit, was bedeutet, dass andere Probleme, die zur Wohnungslosigkeit geführt haben, zuerst behoben werden müssen.

## Ergebnisse
Nach ersten Studien verringerte sich die Zahl der Menschen, die auf der Straße leben, in Gebieten mit einem solchen Programm um 30 Prozent, sodass sogar die Zahl der Notunterbringungen reduziert werden konnte. Einer Studie zufolge waren 77 Prozent derjenigen, die das Programm begannen, auch noch zwei Jahre später darin. Auch Untersuchungen in Europa kamen zu dem Ergebnis, „dass Wohnstabilität nach 24 Monaten selbst bei Personen mit Doppeldiagnosen und ohne Betreuungsverpflichtung höher ist und seltener Wohnungslosigkeit eintritt als bei Kontrollgruppen mit einer Abstinenzvoraussetzung“. Dabei verbessert sich nicht nur der Gesundheitszustand der Programmteilnehmer, auch der Alkoholkonsum und die Kriminalitätsrate sinken, während die Bereitschaft für Therapieangebote steigt. Für die Gemeinden bedeutet dies auch eine signifikante Kostenreduktion durch Rückgang von Inhaftierungen, aber vor allem durch die sinkende Nutzung von Rettungsdiensten und anderen medizinischen Versorgungsleistungen. „Selbst wenn man die Ausgaben für die Unterkunft miteinbezieht, halbierten sich die Gesamtkosten.“

## Deutschland
Erschwerend wirkt in Deutschland der überreizte Wohnungsmarkt mit zu wenig Angebot und zu teuren Wohnungen. Vor allem fehlen Sozialwohnungen, da gingen in den letzten Jahren 150.000 bis 200.000 Wohnungen pro Jahr verloren. Zwar hat die Regierung den Bau von jährlich 400.000 Wohnungen versprochen, davon 100.000 Sozialwohnungen, und dafür jährlich zwei Milliarden Euro zur Verfügung gestellt. Aber davon wurden im ersten Jahr lediglich 263.000 Wohnungen gebaut, davon unter 15.000 Sozialwohnungen. Für den sozialen Wohnungsbau sind die Bundesländer zuständig. Das Baurecht ist sehr kompliziert und in jedem Bundesland anders. Baubehörden haben lange Bearbeitungszeiten für Bauanträge, Baufirmen fehlt Material und Personal. Wegen steigenden Preisen werden zunehmend geplante Projekte abgebrochen.
| Die zur Anzeige dieser Grafik verwendete Erweiterung wurde dauerhaft deaktiviert. Wir arbeiten aktuell daran, diese und weitere betroffene Grafiken auf ein neues Format umzustellen. (Mehr dazu) | \| 2019 \| 25.500 \| \| 2020 \| 23.073 \| \| 2021 \| 22.000 \| \| 2022 \| ? 20.000[10] \| |
| 2019 | 25.500                                                                                    |
| 2020 | 23.073                                                                                    |
| 2021 | 22.000                                                                                    |
| 2022 | ? 20.000                                                                                  |

### Berlin
Ab Januar 2018 finanzierte die Berliner Senatsverwaltung für Arbeit, Soziales, Gleichstellung, Integration, Vielfalt und Antidiskriminierung die Erprobung und Evaluierung der beiden Modellprojekte „Housing First Berlin“ (Träger: Neue Chance gGmbH / Verein Berliner Stadtmission in Projektpartnerschaft) und „Housing First für Frauen Berlin“ (Träger: Sozialdienst katholischer Frauen e. V. Berlin). Beide Projekte starteten am Montag, den 1. Oktober 2018. Die Modellprojekte waren zunächst auf drei Jahre angelegt (bis September 2021), in denen 1,1 Millionen Euro zur Verfügung standen. 80 wohnungslose Menschen sollten einen Platz finden. Zwei Wissenschaftler beraten und evaluieren das Projekt. Laut veröffentlichtem Endbericht von „Housing First Berlin“ baten seit dem Start des Modellprojekts bis zum Stichtag 31. August 2021 insgesamt 611 wohnungslose Haushalte um Aufnahme ins Projekt. Bis zum Ablauf der Modellprojektphase waren 44 Aufnahmen ins Projekt erfolgt, davon konnten 40 Personen mit Wohnraum versorgt werden, 11 von ihnen waren Frauen. Ausgeschieden aus dem Projekt sind im Laufe der Zeit sieben Personen.
Im Doppelhaushalt 2022/2023 waren für bestehende und neue Projekte insgesamt 6,1 Millionen Euro vorgesehen: für 2022 2,8 Millionen Euro und für 2023 3,3 Millionen Euro. Auf der Basis dieser umfangreichen Zuwendungen entstanden zwischen dem 1. Mai 2023 und dem 1. September 2023 vier weitere Projekte mit vier verschiedenen Trägern.
Ab Januar 2023 verhängte „Housing First Berlin“ wegen anhaltender Erfolglosigkeit bei der  Wohnungsakquise aus Kapazitätsgründen einen Aufnahmestopp. Es werden nur noch die etwa 600 Bewerbungen weiterbearbeitet, die bereits auf der Anfragenliste stehen. Im Mai 2023 waren nach knapp fünf Jahren insgesamt 58 Mietverträge unterschrieben worden.
Perspektivisches Ziel der Senatsverwaltung für Arbeit, Soziales, Gleichstellung, Integration, Vielfalt und Antidiskriminierung ist die Überführung von Housing First in das Regelsystem, zu dem es eigentlich eine Alternative darstellen sollte.

### Düsseldorf
Vor allem durch Fördergelder des Landes NRW konnte der lokal tätige Sozialarbeitsverein Fiftyfifty zwischen 2014 und 2022 in Düsseldorf 54 Kleinwohnungen für die dauerhafte Vergabe an ortsansässige Dauerobdachlose ankaufen. Die zeitlich limitierte Landesförderung ist allerdings zum Jahresende 2022 ausgelaufen. Mit der Gründung eines lokalpolitischen Vereins „Housing First Düsseldorf e.V.“ im Oktober 2021 hat die Stadt Düsseldorf die Finanzierung von zwei Sozialarbeiterstellen fest zugesagt und sich wissenschaftliche Evaluation durch den Fachbereich Sozialarbeit der Hochschule Düsseldorf gesichert. Bei dessen Konzept-Erstellung und -Umsetzung sind neben Fiftfifty mit von der Partie außerdem ein Notar, der Geschäftsführer der Düsseldorfer Drogenhilfe sowie sozial eingestellte Personen aus der lokalen Kultur und Geschäftswelt. Gesucht werden weitere Unterstützer sowie mehr Wohnungen.

### Nürnberg
Housing First in Nürnberg ist ein Gemeinschafts-Projekt von Straßenkreuzer (Obdachlosenzeitung), Mudra (Jugend- und Drogenhilfe), Lilith (Drogenhilfe für Frauen) und Hängematte (Notschlafstelle). Auch hier fehlen Wohnungsgeber.

## Finnland
Finnland will bis 2027 Wohnungslosigkeit beseitigt haben. Mit dem Programm Housing First werden Wohnungen dauerhaft bereitgestellt. Die erforderlichen Wohnungen stellt die gemeinwohlorientierte Stiftung Y-Säätiö, eine der vier größten Wohnungsanbieter in Finnland, zur Verfügung oder baut sie neu. Eine Herausforderung ist es auch in diesem Ansatz, gewalttätige Menschen und junge Drogenabhängige aus der Obdachlosigkeit zu holen. Hierzu erklärte der Geschäftsführer Juha Kaakinen in einem Interview, dass es manche Bewohner gibt, für die ein Betreuungsschlüssel von 2:1 erforderlich ist, dass dieser Aufwand in Finnland gegebenen Falles aber auch betrieben wird, da eine Wohnung als Teil der Menschenwürde angesehen wird.

## Österreich
Housing First als innovativen Ansatz in der Sozialarbeit mit obdachlosen Menschen wurde von neunerhaus gemeinsam mit dem Fonds Soziales Wien im Rahmen einer Pilotphase zwischen 2012 und 2015 erstmals in Wien getestet. Aufgrund des Erfolgs dieser dreijährigen Testphase – 98 Prozent der insgesamt 131 betreuten Menschen wohnten stabil in ihrer eigenen Wohnung mit Betreuung durch neunerhaus – ist Housing First heute ein fixer Bestandteil der Wiener Wohnungslosenhilfe.

## Dokumentationen
- PBS, Home at Last?, NOW-Serie, das erste Mal gesendet am 2. Februar 2007.